# Usť-Katav
Usť-Katav (rusky Усть-Катав) je město v Čeljabinské oblasti v Ruské federaci. Při sčítání lidu v roce 2010 mělo přes třiadvacet tisíc obyvatel.

## Poloha a doprava
Usť-Katav leží na řece Jurjuzani, přítoku Ufy v povodí Kamy. Do ní se zde z jihu vlévá řeka Katav. 
Z jihu míjí město silnice M-5 Ural z Moskvy do Čeljabinsku. Ve městě je také nádraží na železniční trati z Moskvy přes Samaru na Sibiř.

## Dějiny
Usť-Katav byl založen na soutoku Katavu a Jurjuzaně v roce 1758 v rámci těžby a zpracování železné rudy v oblasti. Na železniční síť je napojen od roku 1889. K povýšení na město došlo v roce 1942.

### Rodáci
- Oļegs Znaroks (* 1963), lední hokejista a trenér

## Hospodářství
Ve městě sídlí strojírenský závod UKVZ známý zejména výrobou tramvají. 